# Hebius petersii
Hebius petersii (вуж Петерса) — вид змій родини полозових (Colubridae). Мешкає в Південно-Східній Азії. Вид названий на честь німецького натураліста Вільгельма Петерса.

## Поширення і екологія
Вужі Петерса мешкає на Малайському півострові, на Суматрі і Калімантані. Вони живуть у вологих рівнинних тропічних лісах, поблизу водойм, на висоті до 100 м над рівнем моря.